# Westwood (Iowa)
Pour les articles homonymes, voir Westwood.
Westwood est une ville du comté de Henry, en Iowa, aux États-Unis. Elle est  incorporée le 14 janvier 1982.

## Source de la traduction
- (en) Cet article est partiellement ou en totalité issu de l’article de Wikipédia en anglais intitulé « Westwood, Iowa » (voir la liste des auteurs).